# Ramona Forchini
Ramona Forchini (14 de junio de 1994) es una deportista suiza que compite en ciclismo de montaña en la disciplina de campo a través.
Ganó dos medallas en el Campeonato Mundial de Ciclismo de Montaña, en los años 2016 y 2022, y cuatro medallas en el Campeonato Europeo de Ciclismo de Montaña entre los años 2013 y 2025.
Además, obtuvo una medalla de oro en el Campeonato Mundial de Ciclismo de Montaña en Maratón de 2020 y una medalla de bronce en el Campeonato Europeo de Ciclismo de Montaña en Maratón de 2021.

## Medallero internacional
| Campeonato Mundial | Campeonato Mundial           | Campeonato Mundial | Campeonato Mundial         |
| Año                | Lugar                        | Medalla            | Competición                |
| ------------------ | ---------------------------- | ------------------ | -------------------------- |
| 2016               | Nové Město (República Checa) | Medalla de bronce  | Eliminación                |
| 2022               | Les Gets (Francia)           | Medalla de oro     | Campo a través por relevos |
| Campeonato Europeo |                              |                    |                            |
| Año                | Lugar                        | Medalla            | Competición                |
| 2013               | Berna (Suiza)                | Medalla de bronce  | Eliminación                |
| 2019               | Brno (República Checa)       | Medalla de oro     | Campo a través por relevos |
| 2024               | Cheile Grădiștei (Rumania)   | Medalla de bronce  | Campo a través por relevos |
| 2025               | Melgaço (Portugal)           | Medalla de plata   | Campo a través por relevos |

| Campeonato Mundial | Campeonato Mundial | Campeonato Mundial | Campeonato Mundial |
| Año                | Lugar              | Medalla            | Competición        |
| ------------------ | ------------------ | ------------------ | ------------------ |
| 2020               | Sakarya (Turquía)  | Medalla de oro     | Campo a través     |
| Campeonato Europeo |                    |                    |                    |
| Año                | Lugar              | Medalla            | Competición        |
| 2021               | Evolène (Suiza)    | Medalla de bronce  | Campo a través     |